# Кучерявка Ремана
Кучерявка Ремана (Ulota rehmannii) — вид мохів порядку прямоволосникальних (Orthotrichales).

## Поширення
Батьківщиною є Європа, Азія.